# Maitaca-roxa
A maitaca-roxa (Pionus fuscus) é uma espécie de ave da família Psittacidae.
Pode ser encontrada nos seguintes países: Brasil, Colômbia, Guiana Francesa, Guiana, Suriname e Venezuela.
Os seus habitat naturais são: florestas subtropicais ou tropicais húmidas de baixa altitude.

## Etimologia
"Maitaca" origina-se do termo tupi mba'é taka, que significa "coisa barulhenta".